# Малайзийско-туркменские отношения
Малайзийско-туркменские отношения — международные отношения между Малайзией и Туркменией. У Малайзии есть посольство в Ашхабаде, а у Туркмении есть посольство в Куала-Лумпуре.

## Экономические отношения
В настоящее время и Малайзия, и Туркмения стремятся к расширению двусторонних отношений, особенно в сфере экономических отношений. Обе стороны подписали ряд документов для налаживания более тесных связей между ними. Кроме того, ряд малайзийских компаний проявили интерес к развитию туризма и инфраструктуры между двумя странами. В 2012 году президент Туркмении Гурбангулы Бердымухамедов пригласил другие малайзийские фирмы изучить возможности для бизнеса в Туркмении. Малайзийская компания Petronas работает внутри страны с 1996 года. Малайзия также стремится расширить свою торговлю халяльными продуктами питания, а также общий объём торговли между двумя странами. В 2013 году товарооборот составил 33,13 миллиона долларов по сравнению с 11,68 миллиона долларов в 2012 году и 24,27 миллиона долларов в 2011 году.